# Laboratoire d'aéronautique Guggenheim
Le laboratoire d'aéronautique Guggenheim du California Institute of Technology (GALCIT) est un institut de recherche spécialisé en aéronautique créé en 1926. Sous l'impulsion de Theodore von Kármán qui le dirige à partir de 1930 il crée en 1936 une activité dans le domaine de la propulsion par fusée,. Les études menées sur le décollage assisté par réaction conduiront à la création en 1943 du Jet Propulsion Laboratory (JPL) en accord avec l'US Army.
En 1961 l'institut est rebaptisé Graduate Aeronautical Laboratories at the California Institute of Technology et conserve le même acronyme. À cette époque le GALCIT a perdu sa place prédominante de laboratoire de recherche au profit du Ames Research Center créé par le National Advisory Committee for Aeronautics (NACA) et intégré à la National Aeronautics and Space Administration (NASA) en 1958 avec le JPL.

## Fondation du laboratoire
Daniel Guggenheim et son fils Harry, un aviateur, créent le  fonds Daniel Guggenheim pour le développement de l'aéronautique en 1926. Ce fonds servira à financer divers laboratoires universitaires ainsi que la venue de von Kármán au Caltech, sur la suggestion de son président Robert Andrews Millikan,. Cette venue entraînera celle de chercheurs prestigieux comme Ludwig Prandtl ou Walter Tollmien de 1930 à 1933.

## Le projet conception de fusée

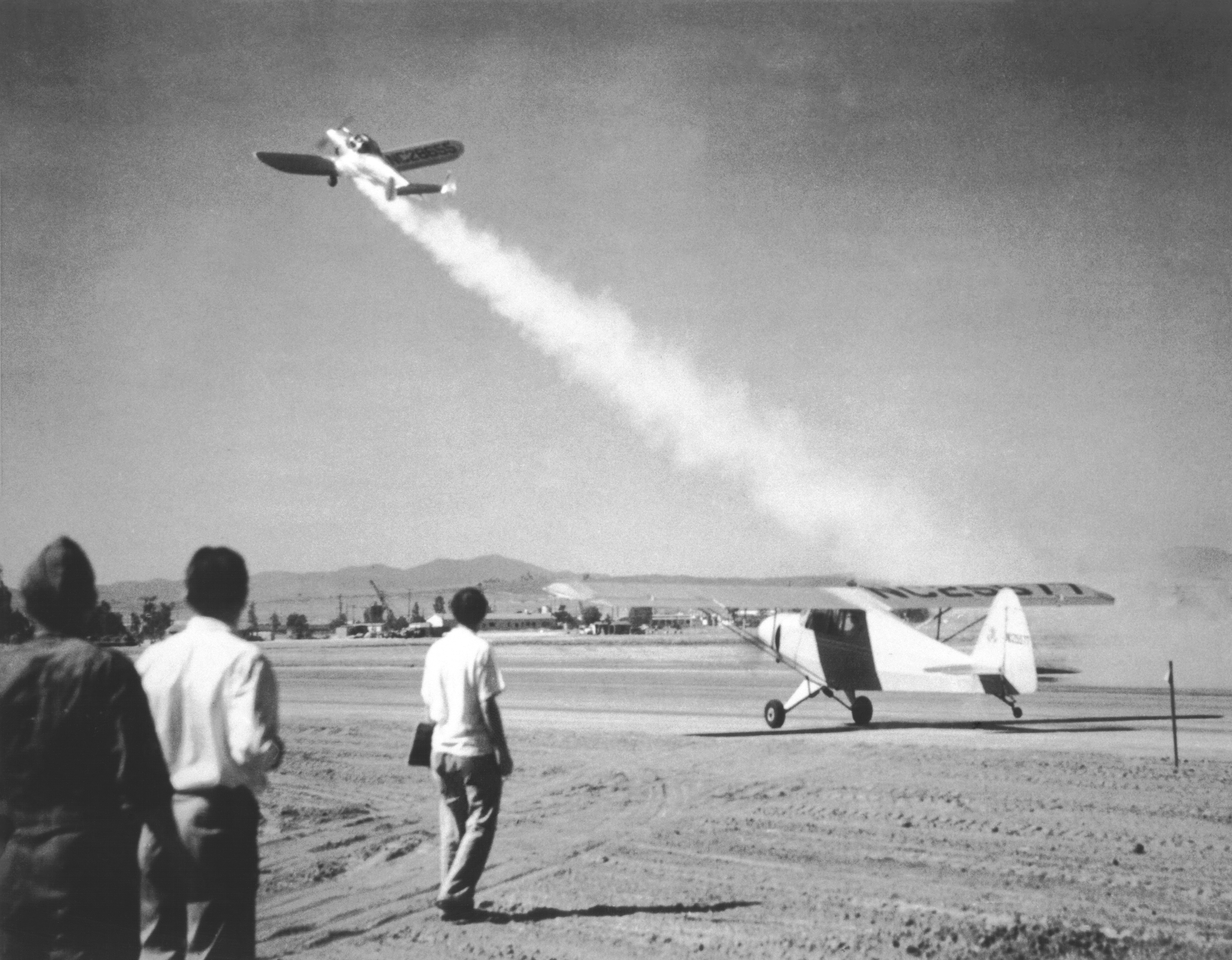
Premier décollage assisté d'un appareil le 12 août 1941 grâce à un propulseur JATO

Le développement de propulseurs s'est développé sous la direction de Frank Malina en 1936. Ces études, financées à partir de 1939 par l'Académie des sciences aboutissent à la mise au point d'un système de décollage assisté par fusée testé en vraie grandeur en 1941.
En 1943 le GALCIT est sollicité par l'armée américaine pour le développement de missiles balistiques (projet ORDCIT du Corps de l'ordonnance). C'est le début du Jet Propulsion Laboratory,.